# Avasújváros
Avasújváros (románul Orașu Nou, korábban Ioarăș)  település és községközpont Romániában, Szatmár megyében, az Avasság központja.
Az Avasság központja már a középkortól, s a környék legnagyobb és legjelentősebb települése a Tálna patak mellett.

## Története
Avasújváros már az 1400-as években jelentős település volt, nevét ekkor Wywaros-nak írták.
1422-ben Újvárossi János és Dienesé, később Szinérvárához tartozott, és a meggyesi uradalom részeként annak sorsában osztozott.
A település ura  a Meggyesaljai Mórocz család volt, majd a család kihalta után a 15. század végén a Báthoryak tulajdonába került.
A 16. században a Lónyayak és a Bethlen, és báró Wesselényi család.
1633-ban, mikor Bethlen István kapta adományul Avasújvárosnak már mezőváros rangja volt. Négy kőre járó híres malma volt, s egyben a környék kereskedelmi központja is, hol nevezetes vásárok voltak.
1686-ban már egyháza is volt, s ez évben itt zsinatot tartottak.
A 17. században a Bagossy, gróf Károlyi, gróf Teleki, gróf Kornis család is birtokolja.
1717-ben a Tatárok végeztek itt nagy pusztítást, akiket Bagossy László szatmármegyei alispán -a kétszeres tatár túlerő ellenére- a borsai szorosnál csúfosan megver.
1779-től Károlyi Antal volt Avasújváros ura.
1810-ben a gr. Károlyi, gróf Teleki, báró Wesselényi, gróf Barkóczy, gróf Kornis, báró Vécsey és báró Bánffy családok birtoka, de birtokos volt itt a Bagossy, Becsky, Irinyi, Rápolthy, Nagy, Kállay, Darvay, Linker, Dobay, Gáspár, Ajtay, Melczer, Mándy, Kanizsai, Jármy, Ottlik, Cseh és a későbbiekben a Kölcsey család is.

### A 20. századtól
A 20. század elején Perecz Lajosnak és Lévay Adolfnak van itt birtoka.
A 20. század elején a településen 446 ház , 1822 lakos volt. Ebből 1605 magyar, 217 oláh lakosa volt.
A 2002-es népszámlálási adatok szerint lakossága 3972, ebből 1461 román, 2369 magyar és 136 cigány.
A 2011-es cenzus adatai alapján 3806 lakosából 1332 román, 2368 magyar anyanyelvű.
1880-ban még egészen másképp festett a környék etnikai képe. A mai Avasújváros egészében ekkor még csak egynegyed arányban voltak a románok: 2212 lakosból 580 volt román és 1555 magyar. Alapvetően változatlan maradt, hogy a szűkebb Avasújváros községben és Kőszegremetén máig kevés a román, Ráksán nincsenek magyarok. Ráksát a román kommunista diktátor Nicolae Ceaușescu idejében csapták Avasújvároshoz, így keletkezett a település román többsége.
A ráksaiak és ráksahegyiek együtt 2006. október 1-jén túlnyomó többséggel szavaztak az Avasújvárosról való közigazgatási leválásról, a referendum azonban a nem elégséges részvétel miatt érvénytelen volt. Végül 2010- ben érvényes referendummal levált a két település, így Avasújváros ismét magyar többségű község lett. A 2011-es községi időközi választáson a magyar pártok koalíciója 13 képviselői mandátumból nyolcat szerzett.

## Nevezetességei
- Református templom - A 15. században épült. Az 1717. évi tatárjáráskor leégett, de később rendbe hozták.

## Híres emberek
- Itt született 1869-ben Kováts Gyula teológus, egyházi író.
- Itt született 1901-ben Kovátsné Perecz Ilona költő, elbeszélő.